# Ailefroide
De Ailefroide is een berg in het Franse Pelvouxmassief in Nationaal park Écrins en heeft een hoogte van 3954 meter. Het is na de Barre des Écrins en de La Meije de hoogste berg van het Pelvouxmassief. De berg ligt in de departementen Isère en Hautes-Alpes in het Nationaal park Les Écrins.
Het hoogste punt van Ailefroide is L'Ailefroide Occidentale. Twee andere subpieken zijn:
- L'Ailefroide Centrale (3928 m)
- L'Ailefroide Orientale (3848 m)

Ailefroide is eveneens de naam van een gehucht in de gemeente Vallouise-Pelvoux aan de voet van de berg. Het gehucht ligt aan het begin van de vallei van Vallouise en bestaat grotendeels uit een camping die veel bezocht wordt door bergbeklimmers. Het is er dan ook ideaal om te gaan wandelen en te bergklimmen.

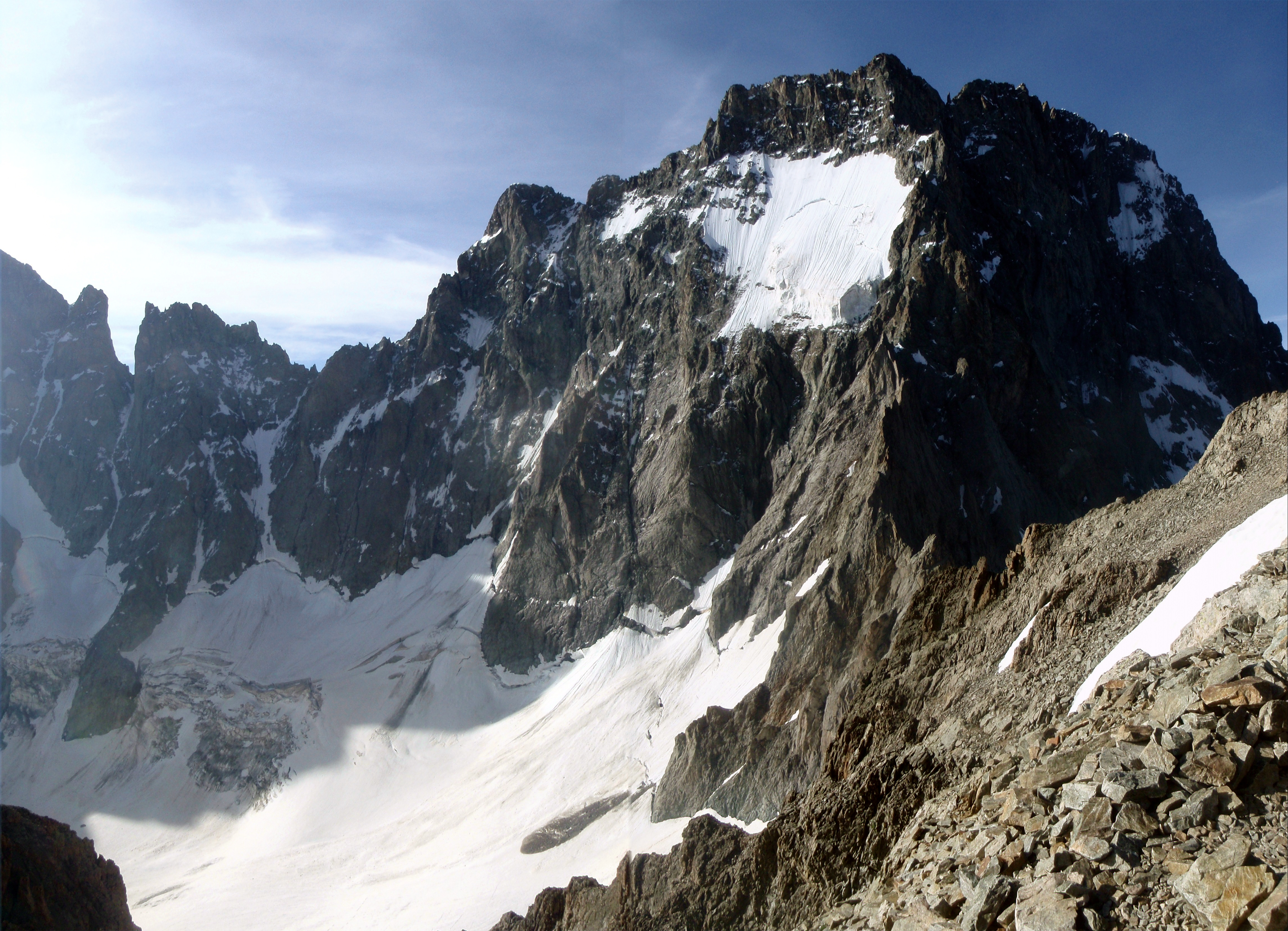
Ailefroide met zicht op Glacier Noir